# Mausoleo de Hồ Chí Minh

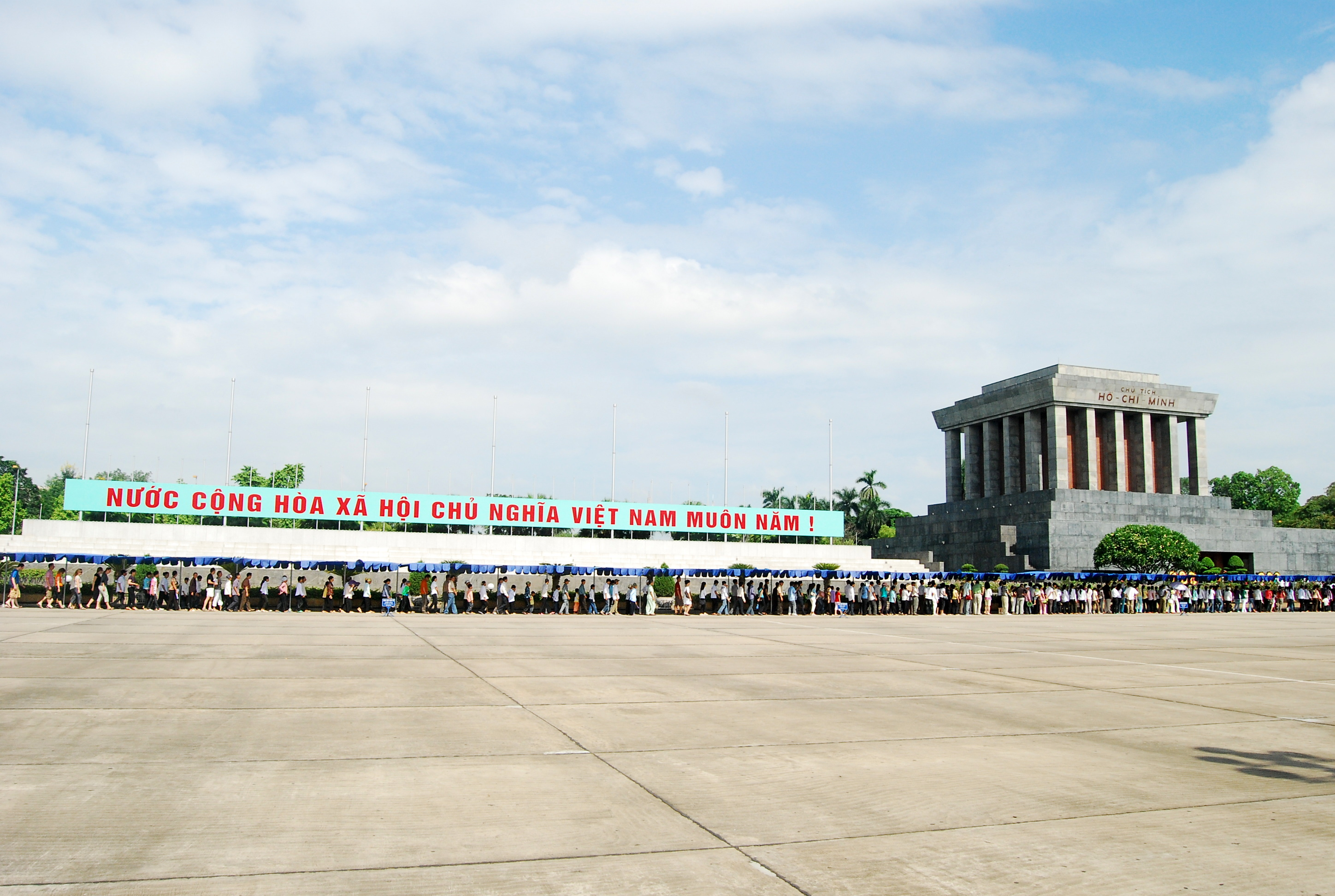
Fila de visitantes al mausoleo.

El mausoleo de Hồ Chí Minh (en vietnamita: Lăng Chủ tịch Hồ Chí Minh) es la tumba donde descansan los restos del líder vietnamita en la ciudad de Hanoi, Vietnam. Se encuentra en Ba Ðình. El mausoleo se empezó a construir el 2 de septiembre de 1973 y se inauguró el 29 de agosto de 1975. El mausoleo es protegido por la Fuerza de Defensa del Mausoleo del Presidente Ho Chi Minh.

## Características arquitectónicas

### Estructura
El mausoleo tiene una altura de 21,6 metros y una anchura de 41,2 metros. Está construido con granito gris en el exterior y piedra pulida en tonos gris, negro y rojo en el interior. Sobre el pórtico de entrada, se inscribe "Chủ tịch Hồ Chí Minh", que significa "Presidente Hồ Chí Minh".

### Diseño Interior
En el interior, el cuerpo embalsamado de Hồ Chí Minh descansa en una urna de vidrio en una sala central, custodiada por una guardia de honor militar. El ambiente está iluminado suavemente para preservar la solemnidad del lugar.

## Procedimientos y normas de visita

### Horario de Apertura
El mausoleo está abierto al público de martes a jueves y los sábados y domingos, con horarios que varían según la temporada (de 7:30 a 10:30 a.m. en verano y de 8:00 a 11:00 a.m. en invierno). Cierra los lunes y viernes para mantenimiento.

### Regulaciones
Se requiere vestimenta respetuosa; no se permiten pantalones cortos, faldas cortas ni ropa reveladora. Está prohibido tomar fotografías, filmar, usar teléfonos móviles, comer, beber o ingresar con objetos voluminosos. Se solicita a los visitantes mantener silencio y una conducta respetuosa en todo momento.

## Significado cultural y turístico

### Símbolo Nacional
El mausoleo es un símbolo de la unidad y la identidad nacional de Vietnam, atrae a miles de visitantes locales y extranjeros que vienen a rendir homenaje y aprender sobre la historia del país.

### Atracciones Cercanas
Además del mausoleo, el complejo incluye la Casa sobre Pilotes y el Museo Hồ Chí Minh, que ofrecen una visión más profunda de su vida y legado.